# Достопримечательности Усть-Вымского района
К достопримечательностям Усть-Вымского района Республики Коми относятся исторические, культурные, географические и иные объекты повышенного интереса, а также события с ними связанные.
Настоящий список представляет достопримечательности, расположенные на территории современного района.

## Исторические достопримечательности
- Могильник «Чожтыяг» (XI — XIV вв.) — левый берег р. Вычегды, левый берег оз. Евты, в 1 км к юго-востоку от д. Вездино.
- Поселение «Ванвиздино» (Эпоха бронзы — раннее средневековье) — правый берег р. Вычегды, западная окраина д. Ванвиздино
- Поселение Вогваздино
- Могильник «Белый Бор» в с. Гам
- Могильник  «Клянышласта» (XI — XIII вв.) — левый берег р. Вычегды, урочище Клянышласта близ с. Гам
- Могильник  «Джибъяг» (X-XI (?) вв.) — левый берег р. Вычегды, напротив с. Гам
- Городище  «Карыбйывское» (XII — XIII вв.) — правый берег р. Вычегды, в 0,5 км к юго-востоку от д. Карыбйыв
- Могильник «Евты-Яг» в с. Коквицы
- Комплекс зданий уездной земской больницы (1903—1911 гг.) в с. Усть-Вымь — в настоящее время здесь располагается историко-этнографический музей с. Усть-Вымь (филиал Усть-Вымского музейного объединения)[1]
- Дом купца П.Г. Камбалова в с. Усть-Вымь. Сгорел в 2002 году.
- Братская могила коммунистов Д. Д. Мингалева и Канева, расстрелянных белогвардейцами (1919 г.) в пос. Жежарт.
- Братская могила 26 красноармейцев, расстрелянных белогвардейцами (1919 г.) в д. Коквицы.
- Братская могила советских активистов П. С. Ганова, П. А. Логинова, И. В. Туркина, М. П. Жданова, убитых белогвардейцами (1919 г.) в с. Усть-Вымь.
- Братская могила 11 советских активистов волости, убитых белогвардейцами (1919 г.) в д. Шежам.
- Здание, где была организована первая партийная ячейка с. Айкино (23.09.1918 г.).
- Дом священника Кириллова в с. Усть-Вымь (нач. XX века).

## Природные достопримечательности
На территории района расположено 5 особо охраняемых природных территорий:
- Памятник природы "Кочмасский" («Кочмесский») — охраняется изолированное местонахождение кедра сибирского на западной границе ареала.
- Лесной заказник "Белый" — охраняются живописные боры-беломошники. Территория часто посещается местным населением, приезжими для сбора грибов, ягод. Вход на территорию ограничен и осуществляется по путевкам ФГУ «Чернамский лесхоз». На территории ООПТ к разрешенным видам деятельности относится туризм, любительские охота и рыболовство.
- Болотный заказник "Вездинский" — охраняется болотный массив.
- Ботанический памятник природы "Гамский" — охраняется участок произрастания канареечника тростниковидного.
- Ихтиологический заказник "Евтинский" (озеро Ев-ты) — охраняются нерестилища леща, к разрешенным видам деятельности относится промысловое рыболовство, за исключением периода нереста.

## Храмы, церкви, часовни
На территории Усть-Вымского района существовало немало храмовых построек, лишь некоторые из них сохранились до наших дней (10 церквей и 5 зданий часовен).

### Каменные церкви
- Церковь во имя Архистратига Михаила и Прочих Небесных Бесплотных Сил (1795—1806 гг.) в с. Усть-Вымь. Отреставрирована.
- Церковь во имя Стефана Епископа Пермского (1755—1767 гг., 1990-е г.) в с. Усть-Вымь. Церковь стоит на вершине холма в исторической части села, на территории бывшего «Владычного городка» — месте, связанном с миссией св. Стефана.
- Церковь во имя Архистратига Михаила и Прочих Небесных Бесплотных Сил (1834—1851 гг.) в с. Гам.
- Церковь во имя Неруктотворного Образа Спаса (1794—1825 гг.) в пос. Жешарт.
- Церковь во имя Святого Николая Мирликийского Чудотворца (1900 г.) в д. Семуково.
- Церковь Введения во храм Пресвятой Богородицы (1840—1844 гг.) в д. Оквад.

### Деревянные церкви
- Церковь во имя святого Николая Мирликийского Чудотворца (1901 г.) в д. Вездино.
- Церковь во имя казанской Божией Матери. (1877 г.) в д. Казанский Ыб.
- Церковь во имя Святого Николая Мирликийского Чудотворца (1895—1896 гг.) в с. Кожмудор.
- Церковь во имя Живоначальной Троицы (1914—1917 гг.) в д. Лыаты.
- Церковь Усекновения главы Иоанна Предтечи (1875—1876 гг.) в д. Эжолты.

• Церковь Святаго Духа, в пос. Студенец 

### Часовни
- Часовня во имя святого Николая Мирликийского Чудотворца (2 пол. XIX в.) в д. Тыдор.
- Часовня во имя Святых Первоверховных Апостолов Петра и Павла (Данных о годах постройки нет) в д. Карыбйыв.
- Часовня во имя святого Георгия Победоносца (Дата постройки неизвестна) в д. Кырув.
- Часовня во имя Святого Николая Мирликийского чудотворца (Середина XIX в.) в д. Кырс.
- Часовня (Храмонаименование, годы постройки неизвестны) в д. Полтавье.

## Памятники
- Флюгер «Птица счастья» — памятный знак, установленный в честь 600-летия села Усть-Вымь, представляющий 12-метровый металлический столб, увенчанный флюгером в виде железной птицы.
- Памятник жертвам белогвардейского террора (1963 г.) в д. Коквицы.
- Паровоз-памятник «Лебедянка» Л-5218 на привокзальной площади в Микуни. Локомотив № 160080 был выпущен на Ворошиловградском заводе имени Октябрьской Революции в 1955 году, а через 10 лет, когда в Микуни все паровозы заменили тепловозами, этот паровоз, работающий на мазуте, поставили в депо[3].